# シャトル・ハイウェイライン
株式会社シャトル・ハイウェイライン（英: Shuttle Highway Line）は、かつて神奈川県横須賀市新港町に本社を置いていた海運会社。神奈川県の久里浜港と大分県の大分港（大在地区）を結ぶフェリーを運航していた。

## 概要
1997年に発足したシーライン21輸送企画委員会を母体として、1999年12月に設立された。ニッポー物流サービスなど九州地区の中堅陸運会社が中心となり、関東地区と九州地区の海運・陸運・建設業者が出資、他に北九州市の日本磁力選鉱や、京浜急行電鉄、横須賀市なども出資、株主として名を連ねていた。社長の高宮信夫はじめ、幹部社員に商船三井出身者が多かったが、同社との関係はなかった。
2000年10月に横須賀 - 大分間の一般旅客定期航路事業の免許を取得、2002年の運航開始を予定していたが、使用船舶の確保が難航により就航は遅れ、2004年4月17日となった。当初は運輸施設整備事業団の共有建造制度を利用して、佐世保重工業にて速力30ノット・車両積載数12メートルシャーシ180台乗用車50台・旅客定員90人の一隻約65億円の新造高速フェリー2隻を建造し、横須賀と大分と17時間半で結ぶ計画であったが、特殊法人改革による予算削減の影響で、新造船の建造計画は頓挫した。その後、九越フェリーが保有していたれいんぼうべる・れいんぼうらぶの購入または傭船を検討したが、交渉がまとまらず再び頓挫、両船は他社へ売却された。最終的に、引退後に長崎港で係船されていた商船三井フェリーの中古船2隻を、長崎市の船舶保有会社ハヤシマリンカンパニーから購入したが、航海時間は当初目標より4時間遅い21時間半となった。
運航ダイヤは長距離トラックの利用に最適な設定とされ、旅客に関しては重点が置かれていなかった。船舶購入の目処が立たないうちから「就航予定」を謳いセールスをかけたが、就航延期が続いたことから、当初は固定荷主がなかなか付かず、業績が伸び悩んだ。株主であり「シャトル荷主協同組合」を結成していた各社も総じて本航路の利用には消極的であった。就航開始から数ヶ月は一便にトラック数台ということが普通で、貨物・旅客ともに乗船ゼロというケースさえあった。更に横須賀・大分両港とも高速道路から離れており、特に大分は当時東九州自動車道が建設途中だったため北九州方面からの荷主に敬遠される一因となった。
2005年3月期は年商38億円を見込んでいたが、就航の遅れによる営業不足、マリンエキスプレスの京浜航路との競合により、年商は12億円に留まった。
2006年3月期はマリンエキスプレスの航路休止により年商は回復したものの、原油価格の高騰の影響で連続赤字を計上、累積損失が増大、約42億900万円の債務超過に陥った。2005年度はETCコーポレートカードのサービス開始によるトラックの長距離陸送の増加も不振の一因となった。株主からの再三の増資、金融機関への返済延長の要請により凌いでいたが、原油価格高騰の進行により資金繰りが圧迫され、2007年9月3日に横浜地方裁判所横須賀支部に破産手続開始を申し立て倒産した。負債総額は約74億5000万円であった。
就航から運航停止まで約3年半という短さで、運航開始よりもかなり前から大分市内の消火栓標識に広告を出すなどしていたが、地元でさえその存在を知る人がほとんどいないほど影の薄い存在に終わってしまった。
その後横須賀港からの長距離フェリー航路としては東京九州フェリーが2021年に新門司までの航路を新港埠頭を拠点に就航させている。

## 沿革
- 1999年（平成11年）12月3日 - 会社設立[5]。
- 2000年（平成12年）
  - 8月10日 - 横須賀-大分間の航路計画を発表[3]。
  - 11月 - 横須賀-大分間の一般旅客航路事業認可を取得[6]。
- 2001年（平成13年）
  - 5月25日 - 運輸施設整備事業団に1隻の共有船建造を申請[7]。
  - 8月10日 - 運輸施設整備事業団への共有船建造申請を取り下げる[8]。
- 2002年（平成14年）6月6日 - 船舶確保の難航から事業計画の変更を関東運輸局に申請[9]。
- 2004年（平成16年）
  - 1月26日 - 3月からの航路開設を発表[6]。
  - 2月13日 - 関東運輸局が事業変更認可申請を受理[10]。
  - 4月12日 - 安全確認審査合格を条件に事業計画変更を認可[11]。
  - 4月16日 - 安全確認審査を終了[12]。
  - 4月17日 - 運航開始[12]。
- 2005年（平成17年）10月 - 燃料油価格変動調整金を導入[13]。
- 2007年（平成19年）9月3日 - 横浜地方裁判所横須賀支部に自己破産を申請し事業停止。申請時点に於ける負債総額は約74億5,000万円[2]。

同日出港便は欠航し翌日に航路休止となったため、同月1日（土曜日）出港便が事実上の最終便となった。

## 航路
- 横須賀港（久里浜港） - 大分港（大在地区）（1日に上下各1便、日曜日は運休）
  - 久里浜支店は2018年現在、横須賀新港埠頭久里浜港事務所として使用。
  - 大分支店は運輸会社「株式会社北大」の施設の一部として使用。

## 船舶
商船三井フェリーの中古船2隻を購入して就航した。もともと船齢が15年を超える老朽船であるうえ、余裕のない運航ダイヤが災いして機関トラブルを起こしやすく、欠航や大幅な遅延が頻発していた。
- しゃとる おおいた

15,137総トン、全長178m、全幅24.8m、出力28,800馬力、航海速力22.9ノット（最大24.2ノット）。
旅客定員285名。車両積載数：トラック175台・乗用車104台。林兼造船（下関）建造。
1987年6月竣工。元・日本沿海フェリー（のち、ブルーハイウェイラインに社名変更）「おおあらい丸」→「さんふらわあ おおあらい」。「COSMO 3」に改名後、2004年4月より「しゃとる おおいた」として運航していた。
- しゃとる よこすか

11,274総トン、全長178m、全幅25.0m、出力29,700馬力、航海速力23.0ノット（最大25.0ノット）。
旅客定員284名。車両積載数：トラック175台・乗用車104台。石川島播磨重工東京工場建造。
1989年3月竣工。元・日本沿海フェリー「えりも丸」（2代目）→「さんふらわあ えりも」。「COSMO 5」に改名後、2004年4月より「しゃとる よこすか」として運航していた。